# Насируддин Хайдер
Насир-уд-Дин Хайдар Шах (хинди नासिर उद दीन हैदर शाह , урду ناصر الدیں حیدر شاہ ‎‎) (9 сентября 1803 — 7 июля 1837) — второй король Ауда (19 октября 1827 — 7 июля 1837), старший сын и преемник Гази уд-Дина Хайдер Шаха (ок. 1769—1827), первого короля Ауда (1818—1827).

## Биография
Родился 9 сентября 1803 года в Лакхнау. Старший сын Гази уд-Дина Хайдер Шаха (ок. 1769—1827), последнего наваба-вазира Ауда (1814—1818) и первого короля Ауда (1818—1827). Его матерью была Субх уд-Даулат Сахиба.
После смерти своего отца Гази уд-Дина Хайдера Шаха Насир уд-Дин Хайдер вступил на королевский престол 20 октября 1827 года в возрасте 25 лет. Он любил женщин и вино, а также верил в астрологию и астрономию. Он внес дополнения Даршана Вилас в дом Клода Мартина — Фархат Букш в 1832 году.

## Жены и браки
У Насир уд-Дина Хайдера было пять главных и много временных жен, от которых у него родились два сына и одна дочь

### Главные жены
- 1-я жена с 1821 года Малика-и-Дауран Наваб Рухия Султан Бегум Сахиба (Баху Бегум) (? — 20 июля 1871), дочь шахзаде Мирзы Мухаммада, Сулеймана Шикоха Бахадура из династии Великих Моголов
- 2-я жена с 1826 года Мумтаз уз-Зухур Малика-и-Замани Наваб Султан Ара Бегум Шахзада Махал Сахиба (Бисмиллах Бегум) (? — 22 декабря 1843), бывшая жена Фатеха Мурада, а позднее его сына Рустама, дочь индуса Курми из Бенареса.
- 3-я жена с 1827 года Наваб Мукадара-и-Алия Бегум Вилаяти Махал Сахиба (? — 12 ноября 1840), дочь Джорджа Хопкинса Уолтерса, богатого купца из Лакхнау.
- 4-я жена с 1831 года Мугадара-и-Замани Махд-и-Азма Билкис-и-Дауран Малика-и-Афак Наваб Кудсия Султан Мариам Бану Бегум Сахиба (? — 21 августа 1834), бывшая служанка Малики-и-Замани
- 5-я жена — Мумтаз уз-Зохра Наваб Падшах Джахан Бегум Сахиба (ок. 1817 — после 1872), дочь Мухташама ад-Даулы, Наваба Бакира Али Хана Бахадура.

### Дети
- Кайван Джах, Мирза Мухаммад Али Бахадур (? — 16 мая 1838), наследник престола с 1827 года. В 1828 года он отрекся от престолонаследия
- Фаридун Бахт, Мирза Мухаммад Махди Руфи уд-Дин Хайдер Бахадур (Мунна Джан) (14 сентября 1820 — 11 января 1846). Был провозглашен королем после смерти своего отца, 8 июля 1837 года, но был арестован англичанами и заключен в тюрьму.
- Сахибзади Зинат ун-Ниса Бегум (Наваб Султан Алия Бегум Сахиба) (? — после 1859), муж с 1827 года Фаридун Мартабад, Мудаббир уль-Мульк, Мустаз ад-Даула, Наваб Мирза Хусейн Али Мухаммад Бахадур, Тахавар Джанг (ок. 1814 — до 1901).

## Смерть
Насир уд-Дин Хайдер был отравлен членами правительства. Он скончался 7 июля 1837 года в возрасте 33 лет. После его смерти в Ауде произошел кризис наследования. Царица-мать, Падшах Бегум, посадила Мунну Джана на трон, но он не был признан членом королевской семьи. Британцы вмешались, посадив в тюрьму Падшах Бегум и Мунну Джана. Они возвели на королевский престол Мухаммада Али-шаха (1777—1842), сына покойного наваба Ауда Саадат Али-хана II.